# ジャック・バトラー・イェイツ

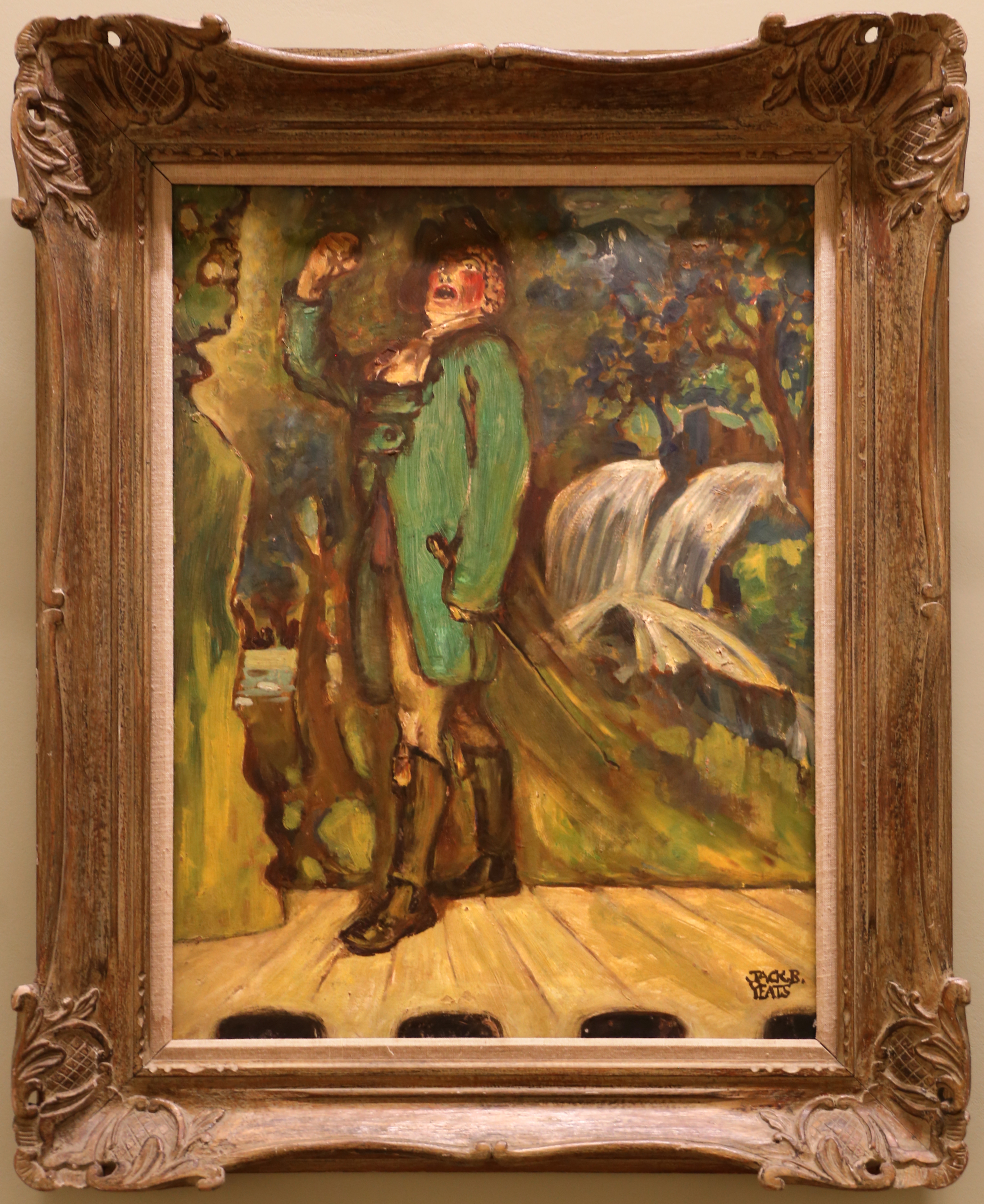
ジャック・バトラー・イェイツの1902年の作品、アイルランド国立美術館蔵

ジャック・バトラー・イェイツ（Jack Butler Yeats、1871年8月29日 - 1957年3月28日）は、アイルランド人の両親を持つ画家、イラストレーターである。有名な詩人のウィリアム・バトラー・イェイツの弟である。

## 略歴
ロンドンで生まれた。父親のジョン・バトラー・イェイツ（1839-1922）は アイルランド、ダウン県の生まれであったが、画家になる決心をして1867年に家族とロンドンに移ってきていた。母親は海運業と製粉業を営む裕福な商人の家の娘であった。兄弟には詩人のダウィリアム・バトラー・イェイツ（1865–1939)、工芸家のリリー・イェイツ（1866-1949）、美術教師、著述家のエリザベス・イェイツ（1868–1940）らがいる。父親の仕事は余り成功していなかったので、兄弟はアイルランド、スライゴ県の母方の祖父母の家で育った。ジャック・バトラー・イェイツは10代後半の1887年にロンドンに移り 、2人の姉とロンドン、チジックの私立の美術学校（Chiswick School of Art）に入学した。このころ兄はロンドンでいろいろな出版物に詩や書評を投稿していたが、十分な収入を得られてはいなかった。
ロンドンで青少年向け新聞の「The Boy's Own Paper」や風刺雑誌の「Judy」のイラストレーターとして働き、漫画雑誌「Comic Cuts」にシャーロックホームズ物のパロディの漫画を寄稿した。1894年に、ロンドンの美術学校で同時期の学生であったメアリー・ホワイト（Mary Cottenham White: 1869-1947）と結婚した。1890年代後半になって、油絵や水彩の画家として活動し、子供時代を過ごしたアイルランドの人々や風景を描くようになった。その絵画のスタイルは印象派から影響を受けたものであった。1898年に最初の個展が開かれた。
1901年から2年間の間に「トイ・シアター」と呼ばれる切り抜いて登場人物となるキャラクターと劇の背景か描かれたページをつけた絵本の形の合計3作の子供向けの演劇をロンドンの出版社から出版した。
1910年にアイルランドに戻り、1911年にはウィックロー県のグレーストーンズ（Greystones）に住んでいたが 、1917年にダブリンに移った。1920年頃から表現主義や象徴主義のスタイルの作品を描いた。1924年パリオリンピックの芸術競技の絵画部門に参加して、銀メダルを受賞した。
演劇や文学にも関心を持ち、劇作家、小説家のサミュエル・ベケット（1906-1989）と友人になった。ダブリンのアベイ座の舞台美術の仕事をし、自らも3作の戯曲を執筆し、アベイ座で公演された。1930年代から著作家として多くの作品を執筆した。
1957年にダブリンで亡くなった。

## 著作（文学作品）
- 1930: Sligo
- 1933: Sailing, Sailing Swiftly
- 1933: Apparitions
- 1936: The Amaranthers
- 1938: The Charmed Life
- 1942: Ah, Well. A Romance in Perpetuity
- 1943: La La Noo
- 1944: And to You Also
- 1947: The Careless Flower